# Marko Markovina
Marko Markovina, hrvatski nogometaš, bivši igrač Hajduka sa 71 odigranom utakmicom i 44 zgoditka. Od 44 postignuta zgoditka svega 6 u službenim nastupima, od toga 5 u 6 utakmica Splitskog podsaveza i jedan prvenstveni. Za njega je potrebno naglasiti da je otjerao Vladimira Bearu za kojega je rekao da nema nikakve zasluge u Hajduku nakon osvojene titule prvaka 1955. Teško uvrijeđen ovim riječima Beara je otišao u Crvenu zvezdu gdje se njegov učinak na klub vidi što s njom osvaja 5 prvenstava i dva kupa.
Prvi službeni nastup za Hajduk ima protiv Jugoslavije u Beogradu (2:2) a nastupa u početnom sastavu.
Statistika u Hajduku
| Natjecanje        | Nastupi | Zgoditci |
| ----------------- | ------- | -------- |
| Prvenstvo         | 3       | 1        |
| Kup               | 4       | 0        |
| Superkup          | 0       | 0        |
| Međunarodne       | 1       | 0        |
| Splitski podsavez | 6       | 5        |
| Ukupno            | 14      | 6        |
| Prijateljske      | 57      | 38       |
| Sveukupno         | 71      | 44       |